# Џун Картер Кеш
Џун Картер Кеш (Мејсез Спринг, 23. јун 1929 — Нешвил, 15. мај 2003) била је певачица рокенрол музике. Била је у браку са Џонијем Кешом.